# It'z Different
IT'z Different là album đĩa đơn đầu tay của nhóm nhạc nữ Hàn Quốc ITZY, được phát hành vào ngày 12 tháng 2 năm 2019 bởi JYP Entertainment với bài hát chủ đề là "DALLA DALLA". Album gồm hai phiên bản là "IT'z" và "Different".

## Quảng bá
IT'z Different bắt đầu được quảng bá vào ngày 23 tháng 1 năm 2019 với 3 poster teaser của cả nhóm. Các poster teaser của các thành viên lần lượt được hé lộ mỗi ngày từ ngày 14 đến ngày 18 với thứ tự Yeji, Lia, Ryujin, Chaeryeong và Yuna. Mỗi thành viên có 2 poster teaser đại diện cho hai phiên bản của album, "IT'z" và "Different" với 2 gam màu "hồng" và "xanh". Teaser cho video âm nhạc của bài hát chủ đề "DALLA DALLA" được đăng tải vào ngày 31 tháng 1. Sau đó vào ngày 7 tháng 2, teaser cho video âm nhạc thứ hai  được đăng tải.
Sau đó vào ngày 19 tháng 2, video vũ đạo của bài hát "DALLA DALLA" được đăng tải. Gần 3 tháng sau, vào ngày 18 tháng 5, video vũ đạo của bài hát "WANT IT?" chính thức được đăng tải.

## Danh sách đĩa nhạc
| STT              | Nhan đề          | Phổ lời                 | Phổ nhạc                                     | Arrangement                                                                        | Thời lượng |
| ---------------- | ---------------- | ----------------------- | -------------------------------------------- | ---------------------------------------------------------------------------------- | ---------- |
| 1.               | "DALLA DALLA'"   |                         |                                              | Galactika Athena                                                                   | 3:19       |
| 2.               | "WANT IT?"       | Ellie Suh (153/Joombas) | Michael Fonseca Mac Montgomery JAX Dan Henig | Emile Ghantous Keith Hetrick Allison Gillis Aimee Proal Whitney Phillips Erin Beck | 3:20       |
| Tổng thời lượng: | Tổng thời lượng: | Tổng thời lượng:        | Tổng thời lượng:                             | Tổng thời lượng:                                                                   | 16:21      |